# Håkan Hellström
Pour les articles homonymes, voir Hellström.
Håkan Hellström est un musicien suédois né le 2 avril 1974 à Älvsborg, Göteborg.
Il a joué de la batterie et de la basse dans le groupe Broder Daniel, avec lesquels il participe à la bande originale du film Fucking Åmål.
Le public le découvre en 2000 avec son album Känn ingen sorg för mig Göteborg (Ne t'en fais pas pour moi, Göteborg). En 2006, il remporte un Grammis (la version suédoise des Grammy Award) comme meilleur artiste masculin.

## Albums
- 2000 - Känn ingen sorg för mig Göteborg 
(Ne t'en fais pas pour moi, Göteborg)
- 2002 - Luften bor i mina steg (EP)
(L'air vit dans mes pas)
- 2002 - Det är så jag säger det 
(C'est ainsi que je le dis)
- 2005 - Ett kolikbarns bekännelser 
(Les confessions d'un enfant de colique)
- 2005 - Nåt gammalt, nåt nytt, nåt lånat, nåt blått 
(Quelque chose de vieux, quelque chose de neuf, quelque chose d'emprunté, quelque chose de bleu)
- 2008 - För sent för Edelweiss 
(Trop tard pour Edelweiss)
- 2010 - 2 steg från paradise 
(A 2 pas du paradis)
- 2013 - Det kommer aldrig va över för mig 
(Ça ne sera jamais fini pour moi)
- 2016 - 1974 (EP) - contient deux titres inédits qui ne figurent pas sur l'album paru quelques semaines plus tard.
- 2016 - Du gamla du fria, sorti le 26 août 2016.
- 2018 - Illusioner, sorti le 14 décembre 2018.
- 2020 - Rampljus volym 1, sorti le 15 mai 2020.
- 2020 - Rampljus volym 2, sortie prévue en août.

## Singles

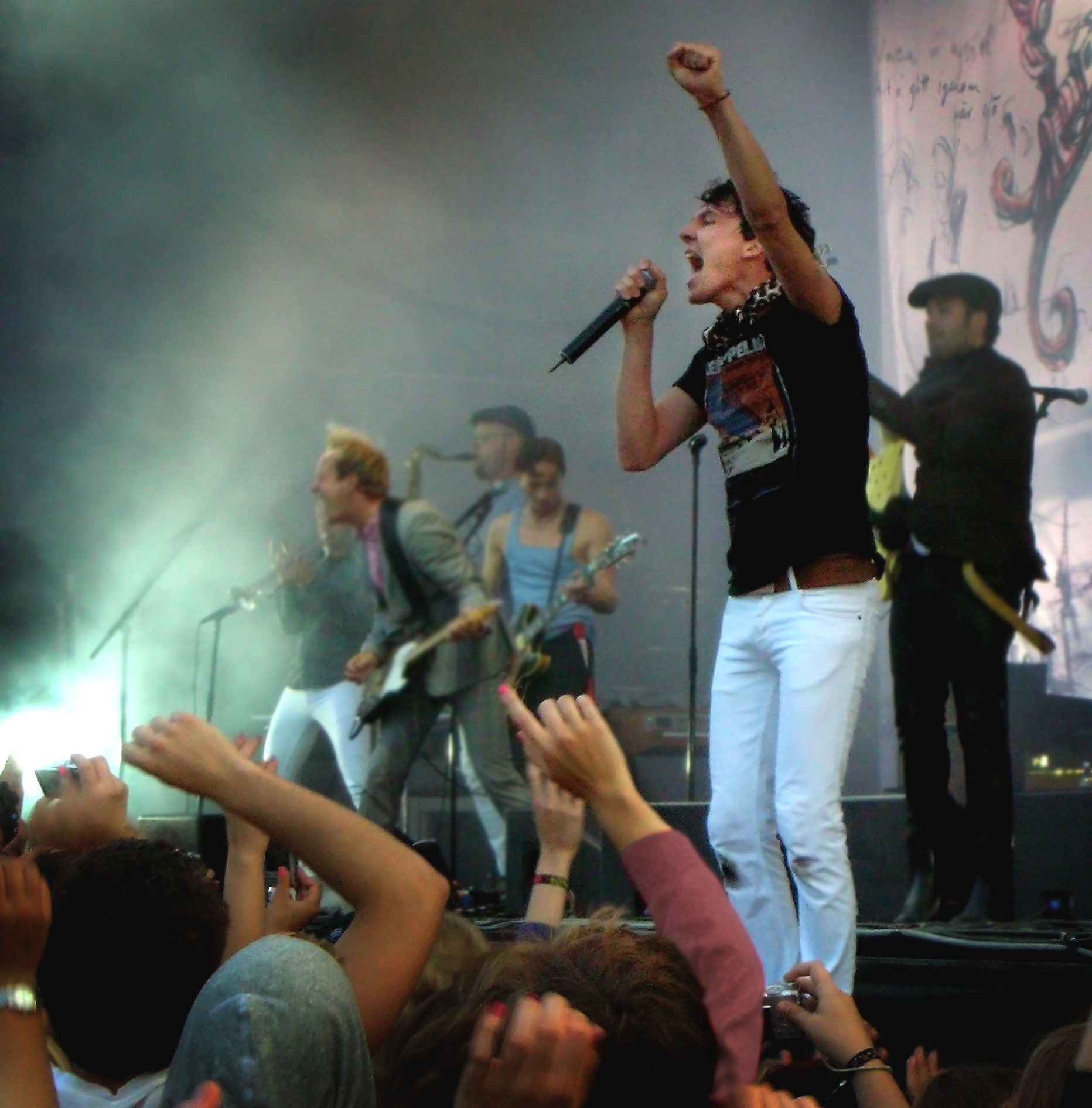
Håkan Hellström en concert à Eskilstuna (2008)

- 2000 - Känn ingen sorg för mig Göteborg
- 2000 - Ramlar
- 2001 - En vän med en bil
- 2001 - Nu kan du få mig så lätt
- 2002 - Kom igen Lena!
- 2003 - Den fulaste flickan i världen
- 2003 - Mitt Gullbergs Kaj paradis
- 2005 - En midsommarnattsdröm
- 2005 - Dom kommer kliva på dig igen
- 2005 - Gårdakvarnar och skit
- 2005 - 13
- 2006 - Jag hatar att jag älskar dig och jag älskar dig så mycket att jag hatar mig
- 2006 - Klubbland
- 2008 - För en lång lång tid
- 2008 - Jag vet inte vem jag är men jag vet att jag är din
- 2008 - Kär i en ängel
- 2010 - River en vacker dröm / Saknade te havs (double A-side)